# Kać
Pour les articles homonymes, voir Kac.
Kać (en serbe cyrillique : Каћ ; en hongrois : Káty ; en allemand : Katsch) est une localité de Serbie située dans la province autonome de Voïvodine et sur le territoire de la ville de Novi Sad, district de Bačka méridionale. Au recensement de 2011, elle comptait 11 612 habitants.
Kać est officiellement classé parmi les villages de Serbie.

## Histoire
La localité est mentionnée pour la première fois en 1276 sous le nom de in villa Hatt, puis en 1332-1333 sous le nom de Mathias de Shacz. Sous les Habsbourg (XVIIIe et XIXe siècles), le village fit partie de la frontière militaire. L'église orthodoxe de la Translation-des-Reliques-de-Saint-Nicolas y a été construite de 1841 à 1844.

## Démographie

### Évolution historique de la population
| 1948  | 1953  | 1961  | 1971  | 1981  | 1991  | 2002   | 2011   |
| ----- | ----- | ----- | ----- | ----- | ----- | ------ | ------ |
| 4 406 | 4 478 | 5 640 | 6 701 | 8 551 | 9 755 | 11 166 | 11 612 |

|  |

## Sport
Kać possède un club de handball, le RK Jugović, qui joue au championnat de handball de Serbie. Il a été fondé en 1956.

## Transports
Kać est relié à Novi Sad par un service de bus de la société JGSP Novi Sad. Les lignes de bus 22 (Kać), 23 (Budisava) et 24 (Kovilj) traversent la localité.

## Personnalités
- Johann Lasi (en) : as de la Première Guerre mondiale né à Kać.